# Henry Townsend
Henry Townsend (Shelby, Misisipi, 27 de octubre de 1909 - 24 de septiembre de 2006) fue un pianista, guitarrista y cantante de blues.

## Biografía
Se trasladó con 19 años a Saint Louis, donde adaptó su estilo de guitarra, típico del Blues del Delta, grabando inmediatamente temas propios, muy influido por Lonnie Johnson. Al ser un instrumentista muy compacto, se convirtió en un músico de sesión en los estudios locales, acompañando a artistas como Robert Nighthawk, John Lee "Sonny Boy" Williamson o Johnny Shines. Colaboró también con Robert Johnson.
En los años 1940 abandonó la escena del blues, trabajando como empleado municipal, aunque continuó grabando en su propio estudio. Con el revival de los setenta, volvió a publicar grabaciones y a actuar en diversos festivales.